# Ramón Cabanillas

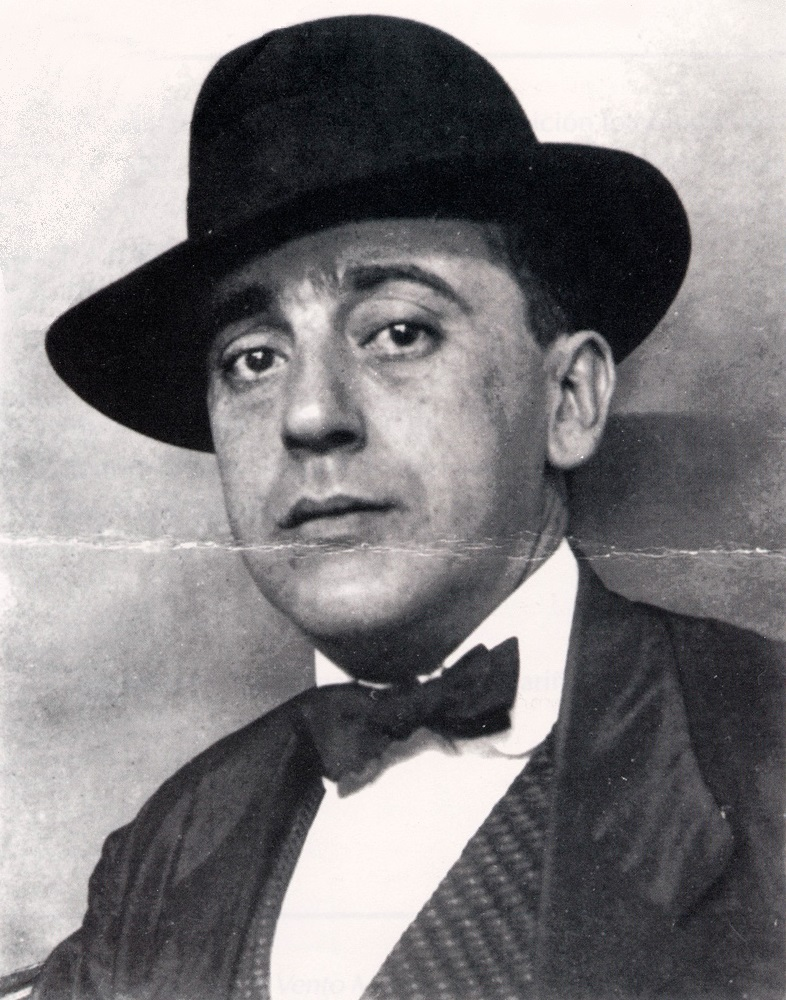
Ramón Cabanillas

Ramón Cabanillas Enríquez (* 3. Juni 1876 in Cambados; † 9. November 1959 ebenda) war ein spanischer Schriftsteller, der in galicischer Sprache schrieb.
Cabanillas besuchte von 1889 bis 1893 das Seminario de San Martiño Pinario. Er gab die Priesterlaufbahn jedoch auf und arbeitete zehn Jahre lang in seiner Heimatstadt in einem Notariat und später in der Gemeindeverwaltung, bevor er 1910 nach Kuba ging. Er wirkte als Verwaltungsleiter des Teatro Nacional in Havanna und gab El centro heraus, das Bulletin des Centro Gallego. In der Zeitschrift Suevia erschienen seine ersten Gedichte. 1912 kehrte er für kurze Zeit in seinen Heimatort zurück, nahm an einer Kundgebung der Acción Gallega teil und wurde Sympathisant der Agrarbewegung Basilio Álvarez'.

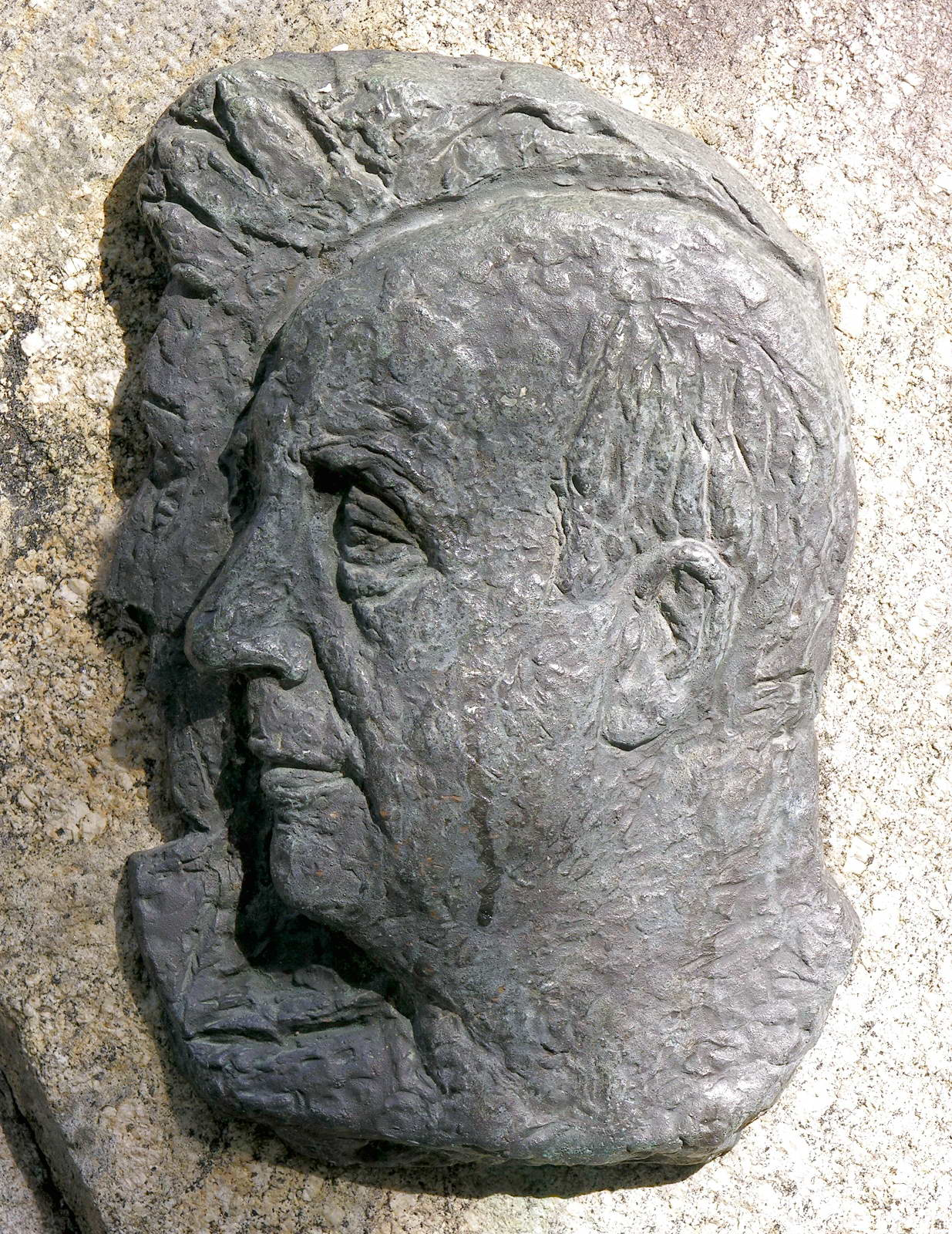
Ramón Cabanillas.

1913 erschien in Kuba sein erster Roman No desterro . Nach zwei Jahren kehrte Cabanillas abermals nach Spanien zurück. Hier war er von 1916 bis 1924 Sekretär des Gemeinderats von Mos und kandidierte 1931 für die Verfassungsgebende Versammlung. Er war vor dem Spanischen Bürgerkrieg Mitglied der nationalistischen galicischen Organisation Irmandades da Fala und eine Symbolfigur der galicischen Nationalbewegung. An der Real Academia Galega hielt er 1920 einen Vortrag unter dem Titel A saudade nos poetas galegos, an der Real Academia Española in Madrid 1929 gemeinsam mit Cotarelo Valledor einen Vortrag über Leben und Wirken von Eduardo Pondal.
Der Ausbruch des Spanischen Bürgerkrieges überraschte Cabanillas in Madrid. Über Valencia, wo er mit Castelao zusammentraf, kehrte er in seine Heimatstadt zurück und arbeitete in den folgenden Jahren als Sekretär verschiedener galicischer Gemeinden. Neben mehreren Gedichtbänden verfasste Cabanillas einige Dramen, darunter das historische Versdrama O mariscal (1926) über Pero Pardo de Cela.
Als ein zwischen Rexurdimento (der Bewegung zur Wiederbelebung der galicischen Kulturtradition) und Moderne, zwischen katholischer Spätromantik, Symbolismus und Postsymbolismus stehender Autor wird er zur Xeración antre dous séculos (generación entre dos siglos), also der „Generation zwischen zwei Jahrhunderten“ gezählt.

## Werke
- No desterro. Visións galegas (1913)
- Vento mareiro (1915)
- Da terra asoballada (1917)
- A man da santiña, Komödie (1921)
- O bendito San Amaro (1926)
- O mariscal (mit Antón Vilar Ponte), Drama (1926)
- A rosa de cen follas. Breviario dun amor (1927)
- Caminos do tempo (1949)
- Romance do cristián e do mouro na Franqueira (1949)
- Antífona da cantiga (1951)
- Da miña zanfona (1954)
- Versos de alleas terras e de tempos idos (1955)
- Macías o namorado (1956)
- Samos (1958)
- Ofrenda das fadas no portal de Belén (1958)
- Romaxes da Franqueira con mais o Romance i o diálogo do mouro i o cristiano (posthum 1974)
- Galicia, 1808 (unveröffentlicht)